# Valência (província romana)
Valência (em latim: Valentia) era uma província consular do Império Romano na Britânia. Conde Teodósio criou a Valência em 369 como parte de sua reorganização da Britânia após a "Grande Conspiração" e, provavelmente, deu-lhe este nome em homenagem aos imperadores da época, Valentiniano e Valente.

## História
Amiano Marcelino conta como a região havia sido perdida e como Teodósio a recuperou:
| “ | Teodósio restaurou ao brilho anterior uma província que foi recuperada que ele havia antes abandonado ao inimigo. E ele o fez a ponto de a província ter um governador próprio e ela passou a ser chamada de Valência daí em diante a pedido do imperador | ” |
|   | — Amiano Marcelino. |   |

Contudo, a localização da Valência é incerta. A similaridade entre o nome da província e a palavra latina para "muralha" (vallum) fez com que alguns sugerissem que ela estivesse próxima da Muralha de Adriano ou ainda que ela abrangia o território entre esta e a Muralha de Antonino. Esta teoria parece ser apoiada pela Notitia Dignitatum, que lista duas divisões militares servindo ao duque da Britânia (dux britanniarum) na Britânia setentrional no final do século IV. Uma guardava o leste da Britânia e a outra, uma lista de guarnições, a Notitia lista numa estrita ordem geográfica do leste para o oeste ao longo da Muralha de Adriano e, em seguida, de forma bastante mais obscura, na costa noroeste da moderna Inglaterra. A partir de diversas emendas posteriores à Notitia, é provável que mais modificações no ordenamento das tropas ocorreram na região ocidental e é possível provar que algumas fortalezas não listadas ali estavam ocupadas na época de sua confecção. Estas diferenças tem sido usadas para defender que a região da moderna Cúmbria teria sido totalmente conquistada durante a Grande Conspiração e, portanto, seria uma boa candidata para ser a região reorganizada por Teodósio (e para merecer seu próprio comando militar).
Além destas poucas evidências militares, o relato de Amiano parece implicar que a Valência teria sido abandonada por Teodósio antes de ser reconquistada e "receber seu próprio governador". O trecho sugere que, apesar de estar ainda na Britânia, Teodósio teria feito um recuo estratégico da região até que uma mudança na política geral permitisse que ela fosse retomada. O fato de a Valência ter sido descrita como uma província recuperada parece sugeria que ela já existia como uma entidade separada, mas é preciso lembrar que a Notitia lista as quatro províncias mais antigas da Diocese da Britânia (Britânia Prima, Britânia Secunda, Máxima Cesariense e Flávia Cesariense), o que deixa pouca margem para se especular a existência de uma quinta província preexistente.

## Revolta de Valentino
Outro ponto é o comentário de Amiano sobre a província ter recebido seu nome de Valentiniano "como se estivesse celebrando um triunfo menor (velut ovans)". Estes eram uma honraria da antiga República Romana concedida depois de vitórias sem maior brilho ou depois que revoltas de escravos eram subjugadas. Um triunfo de fato teria sido muito mais apropriado para uma derrotada de hordas invasoras, o que tornaria estranho o ato do imperador. Uma explicação possível é que os triunfos completos jamais eram concedidos por conta de vitórias sobre cidadãos romanos, pois o inimigo deveria ser um bárbaro, o que implicaria que a Valência seria uma província rebelde. Esta teoria é ajudada pelos capítulos anteriores do relato de Amiano, que tratam de um romano que, apesar de exilado, tinha excelentes conexões: Valentino. Amigo de Maximino, ele havia sido enviado para a Britânia como punição por um crime sério - e não identificado - pelo qual ele deveria ter sido executado. Uma vez na Britânia, ele teria provocado uma revolta, ganhando o apoio de outros exilados e subornando as tropas.
Teodósio esmagou a revolta logo no começo e os líderes foram entregues ao duque da Britânia, Dulcício, para serem executados. Porém, a quantidade de pessoas executadas foi limitada pelo próprio conde, que proibiu uma investigação mais ampla para minimizar as recriminações, provavelmente um sinal de que o inconformismo contra o governo romano já estava disseminado. Embora a revolta tenha sido um fracasso, sua história mostra que havia outros exilados em desespero na província que podem ter tido mais sucesso.
De uma forma geral, as evidências sugerem que Teodósio teria chegado à Britânia e encontrado a Valência nas mãos de uma administração romana rebelde (e não nas de bárbaros invasores). É possível que a confusão provocada pela Grande Conspiração tenha dado a um grupo de exilados a oportunidade de tomar uma província para desafiar o poder central em Roma. Contudo, a região foi rapidamente reconquistada por Teodósio, mas, talvez, para manter a impressão de uma autoridade imperial, a reorganização da província rebelde teria sido realizada de forma pouco ostensiva.